# Ruby Tuesday/Liquid Stone
Ruby Tuesday/Liquid Stone è un singolo del pianista compositore Arturo Stalteri, pubblicato nel 2006 dalla M.P. & Records

## Il disco
È un omaggio ai Rolling Stones. Un vinile trasparente su cui campeggia al centro un piccolo diamante rosso. È stato pubblicato in edizione limitata di 1000 copie. Stàlteri suona il pianoforte campionato, il sintetizzatore e canta.

## Tracce
Testi e musiche di Mick Jagger / Keith Richards / Arturo Stàlteri; edizioni musicali ABKCO / M.P.& Records.
1. Ruby Tuesday – 3:29 (Mick Jagger / Keith Richards) – Arturo Stàlteri rielaborazione musicale, voce - Pino Zingarelli batteria, electronics
2. Liquid Stone – 5:06 (musica: Arturo Stàlteri) – Pino Zingarelli batteria, electronics

Durata totale: 8:35